# سلول‌شناسی
زیست‌شناسی سلولی یا سلول‌شناسی یا سیتولوژی (به انگلیسی: Cell biology, cellular biology یا Cytology) دانش شناخت و بررسی سلول‌ها است. این علم شاخه‌ای از زیست‌شناسی به‌شمار می‌رود که به مطالعه ساختار، عملکرد و رفتار سلول‌ها می‌پردازد. همه جانداران زنده از سلول ساخته شده‌اند. سلول واحد اساسی حیات است که وظیفه زندگی بخشی و عملکرد جانداران را بر عهده دارد.
زیست‌شناسان سلولی مطالعه واحدهای ساختاری و عملکردی سلول‌ها را بر عهده دارند. سلول‌های پروکاریوتی و یوکاریوتی هر دو در این شاخه بررسی می‌شوند و این شاخه دارای موضوعات فرعی بسیاری است که ممکن است شامل مطالعه متابولیسم سلولی، ارتباط سلولی، چرخه سلولی، بیوشیمی و ترکیب سلولی باشد.
مطالعه سلول‌ها با استفاده از چندین تکنیک میکروسکوپی، کشت سلولی و شکنش سلولی (آسیب رساندن به آن) انجام می‌شود. دانستن اجزای سلول‌ها و نحوه عملکرد سلول‌ها برای همه علوم زیستی اساسی است و در عین حال برای تحقیقات در زمینه‌های زیست پزشکی مانند سرطان و دیگر بیماری‌ها کمک می‌کند. تحقیقات در زیست‌شناسی سلولی با زمینه‌های دیگری مانند ژنتیک، ژنتیک مولکولی، زیست‌شناسی مولکولی، میکروبیولوژی پزشکی، ایمونولوژی و سیتوشیمی مرتبط است.

## تشخیص سرطان با سیتولوژی
در اکثر مواقع از سیتولوژی برای مشخص نمودن نوع‌های متفاوت سرطان در بافت یا نمونه‌های بیوپسی استفاده می‌کنند. سرطان در اکثر مواقع توسط یک متخصص تشخیص داده می‌شود که به بررسی و مطالعه به کمک میکروسکوپ نمونه‌ها سلولی یا بافتی می‌پردازد. گاهی، آزمایش‌های سلولی، RNA و DNA باعث شناخته شدن سریع‌تر سرطان می‌شوند. بهترین گزینه درمانی را می‌توان با استفاده از نتیجه این آزمایش‌ها استفاده کرد.
به عنوان مثال، اگر یک پزشک دربارۀ سرطانی بودن یک توده اطمینان خاطر نداشته باشد، می‌تواند یک بخش کوچک از آن را جدا کرده و آن را از لحاظ وجود بودن سرطان، عفونت و مشکلات دیگر مورد بررسی قرار دهد. اما در بیوپسی معمولاً بخشی از یک توده را جدا می‌کنند و مورد آزمایش قرار می‌دهند. به نمونه بافت برداشته شده، نمونه بیوپسی نیز می‌گویند.
اگر یک توده سرطانی با آزمایش تصویربرداری شناسایی شود یا توسط معاینه‌های فیزیکی تشخیص داده شود، باز هم برای تشخیص دقیق باید یک بخش از بافت بیوپسی برای آزمایش در زیر میکروسکوپ برداشته شود. چرا که در اکثر مواقع تومورها، تومورهای سرطانی نیستند. مشخص نمودن اینکه کدام توده برای بدن دارای خطر است، بر عهده علم سیتولوژی می‌باشد.

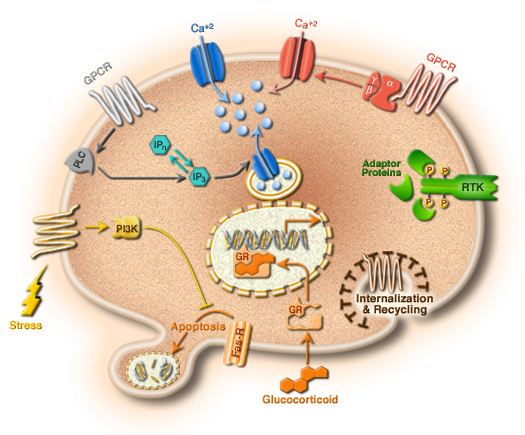
فهم سلول‌ها بر حسب مؤلفه‌های مولکولی آن‌ها